# 国際電気通信連合
国際電気通信連合（こくさいでんきつうしんれんごう、フランス語: Union internationale des télécommunications; UIT、英語: International Telecommunication Union; ITU）は、国際連合の専門機関の一つである。
1865年5月17日にフランスのパリで設立された万国電信連合（フランス語: Union internationale du télégraphe、英語: International Telegraph Union）に端を発しているため、ITUは世界最古の国際機関とみなされている。国際電気通信連合憲章に基づき、無線通信と電気通信分野において各国間の標準化と規制の確立を図っている。
2017年10月時点の加盟国は、ほぼ全ての国際連合加盟国にバチカンを加えた193ヶ国、セクターメンバーは2008年4月時点で700社以上である。日本は、1959年から理事国としてITUの管理・運営に参加している。

## 沿革
1834年にアメリカ人サミュエル・モールスによって電信機が発明されたのち、イギリス帝国では1837年に鉄道沿線で有線電信が実用化され、アメリカ合衆国でも1845年にワシントンD.C.とボルティモアの間で電信線路が建設されたが、最初の国際電信は、1849年にプロイセン王国とオーストリア帝国との間で結ばれた電信条約にもとづいて始められた。
1850年、オーストリア・プロイセン・バイエルン・ザクセンの4か国がドイツ＝オーストリア電信連合をドレスデンで発足させた。これには、のちにドイツ帝国のほとんどの各邦とオランダが参加した。一方、1851年にはフランスとベルギーの間でも相互接続条約が結ばれ、1855年、両国にサルデーニャ王国・スペイン・スイスを加えた5か国が、パリで西部欧州電信連合を発足させた。2つの組織は1865年に統合され、万国電信連合として設立された。
1894年、イタリアのグリエルモ・マルコーニが自宅で電波による無線通信実験に成功、1897年にはマルコーニ無線電信会社が創立されて、無線の時代が訪れた。20世紀、イギリス帝国は植民地と本国を直接結び、第三国への情報漏洩を回避するため、船舶間通信手段として無線を重用するようになった。
イギリスとイタリアの海軍は、マルコーニの仕様だけを利用したが、ドイツでは1903年にシーメンスとAEGが合弁し、無線技術を開発するためベルリンでテレフンケンが設立された。アメリカの発明家・電子工学者のリー・ド・フォレストもまた無線技術の発展に尽力した。両者はのちに提携するが、一方では混信の解決が必要になり、1903年には欧米9か国がベルリンで会議を開いた。1908年、大日本帝国を含む30か国が参加して、国際無線電信連合が発足した。
第二次世界大戦後の1947年、万国電信連合と国際無線電信連合が統合し「国際電気通信連合」として発足した。

## 業務
主な業務は、第一に標準化である。ITUによる国際標準は「勧告」という形式を採る。国際機関としての歴史も古く、国際連合の専門機関であるということもあって、ITUによってまとめられる標準は『デ・ジュール』（法令上の公式）標準として、フォーラムなど他の機関によって纏められる『デ・ファクト』（事実上）の民間標準よりも、より位置づけの高いものとして扱われる。
他の役割としては、無線周波数帯の割当て（世界無線通信会議）がある。また、国際電話を行うために各国間の接続を調整している。これは、郵便の分野で万国郵便連合の果たしている役割を、電気通信の分野において担うものである。
ITU は、無線通信部門（ITU-R）、電気通信標準化部門（ITU-T）、電気通信開発部門（ITU-D）と事務総局からなる。
無線通信部門と電気通信標準化部門は、国際海底ケーブルについて、参加国間の調整をしている。
ただし、国際衛星通信の調整はインテルサットが担ってきた。
次節に示すよう私企業の立場が強い組織であるので、ITU の標準化・規制は『ざる法』となることもある。その一例が1980年のRecommendation D.6 であり、D.1 の例外規定として国際銀行間通信協会とSITA の存続を許した。そもそもこのD.1 自体が十分ザル規定である。これは通信主管庁の業務を他の者が担ってはならないとする原則である。通信主管庁には次節にいうセクターメンバーを含み、憲章により定義される。日本の場合、NTT、KDDI、日本放送協会（NHK）、日本民間放送連盟が指定されている。

## 会合
ITUは多くの事項を議論し、決定するため、加盟国、私企業などを交えてさまざまな研究委員会（SG）、作業班（WP）、地域会合（RRC）、全体会合（全権委員会議）などを開催する。
ITUの業務は加盟国の協力により成り立っている。国際連合の系統であることから、一つの国が一つの主体として加盟国となる。私企業や他の組織も、セクターメンバーやそれに準ずるものとして、加盟することが可能である。セクターメンバーなどであれば、私企業であっても国際標準の策定過程に参加することが可能である。この点は、ISOをはじめとする他の標準化機関と異なっている。それら機関においては、標準についての投票権が国家ごとに一票ずつしかなく、私企業は各国家の代表として参加するほかない。また、ITUの多くの取り組みにおいて、他の機関との連絡体制が維持されている。

## DOI
デジタル・オポチュニティ・プラットフォーム（DOP）の取り組みの一環として、ITUではデジタル・オポチュニティ・インデックス（DOI）という、情報通信技術（ICT）についての指標を開発している。この指標は、「コアICT指標」と称される11の基本的なICT指標を基として算出される。DOIは、世界情報社会サミットにより是認されたものであり、デジタル・オポチュニティを世界的規模で把握するための単一指標として、同サミットの関係文書「チュニス・アジェンダのパラグラフ117」に記されているものである。
DOIは、2005年に180の国または地域についてまとめられ、これは現在において最も広範なICT関連指標であり、世界中のICTの状況を国際的に合意されたベンチマークとして捉えることができるものである。DOIは、ICTについて社会基盤、機会、利用の3つのカテゴリごとに経年変化を追えるようになっている。デジタル・ディバイドを測定し、科学的に有意な証拠に基づき分析することで、とりわけ途上国における政策の決定過程を助け、ICTにより利益を最大化することを目指している。

## 150周年
国際電気通信連合は、2015年5月17日に150周年を迎えた。特別式典がフランスの首都パリで行われ、マドリッドでも式典が行われた。
ITU 150周年賞が、次の5人に与えられた。
- マーティン・クーパー - モトローラ在職中の1973年に、世界初のポータブル携帯電話を開発するなど、移動体通信産業のパイオニア。
- ロバート・カーン - ARPANET（インターネットの原型）を提唱し、インターネットの基盤となる TCP/IP を開発。
- マルク・クリヴォシェエフ（ロシア語版） - 高精細度ビデオの国際間の交換が可能になるよう標準化に尽力。
- 坂村健 - TRONプロジェクトのリーダー。リアルタイムカーネルITRONを始めとする、各種仕様の制定とメンテナンスの他、後の「ユビキタスコンピューティング」や「IoT」の先駆と評価されているビジョン「HFDS」（Highly Functionally Distributed System）を提示した。
- トーマス・ウィーガンド（英語版） - 標準化団体の会議に参画し、MPEGなど映像信号の圧縮方式の標準化に尽力。

## 事務総局長
ITUの事務総局長は、全加盟国の代表により4年に1度の頻度で組織される「全権委員会議」における選挙によって、加盟国から推挙された候補者の中から選出される。

### 歴代事務総局長
| 名前 | 名前                           | 就任           | 退任           | 国             |
| ---- | ------------------------------ | -------------- | -------------- | -------------- |
|      | ルイ・クルショード             | 1869年1月1日   | 1872年5月24日  | スイス         |
|      | カール・レンディ               | 1872年5月24日  | 1873年1月12日  | スイス         |
|      | ルイ・クルショード             | 1873年2月23日  | 1889年10月18日 | スイス         |
|      | オーギュスト・フレイ           | 1890年2月25日  | 1873年6月28日  | スイス         |
|      | ティモテウス・ロテン           | 1890年11月25日 | 1897年2月11日  | スイス         |
|      | エミール・フレイ               | 1897年3月11日  | 1921年8月1日   | スイス         |
|      | アンリ・エティエンヌ           | 1921年8月2日   | 1927年12月16日 | スイス         |
|      | ジョセフ・レーダー             | 1928年2月1日   | 1934年10月30日 | スイス         |
|      | フランツ・フォン・エルンスト   | 1935年1月1日   | 1949年1月1日   | スイス         |
|      | レオン・ムラティエル           | 1950年1月1日   | 1953年1月1日   | フランス       |
|      | マルコ・アンドラーダ           | 1954年1月1日   | 1958年6月18日  | アルゼンチン   |
|      | ジェラルド・クロス             | 1964年1月1日   | 1965年10月29日 | アメリカ合衆国 |
|      | マノハル・サルハテ             | 1965年10月30日 | 1967年2月19日  | インド         |
|      | モハメド・ミリ                 | 1967年10月20日 | 1982年12月31日 | チュニジア     |
|      | リチャード・バトラー           | 1983年1月1日   | 1989年10月31日 | オーストラリア |
|      | ペッカ・タリヤンネ             | 1989年11月1日  | 1999年1月31日  | フィンランド   |
|      | 内海善雄                       | 1999年2月1日   | 2006年12月31日 | 日本           |
|      | ハマドゥン・トゥーレ           | 2007年1月1日   | 2014年12月31日 | マリ           |
|      | 趙厚麟                         | 2015年1月1日   | 2022年12月31日 | 中国           |
|      | ドリーン・ボグダン＝マーティン | 2023年1月1日   | （現在）       | アメリカ合衆国 |